# 네야

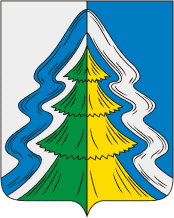
시 문장

네야(러시아어: Не́я)는 러시아 코스트로마주 중부에 위치한 도시로, 인구는 11,506명(2002년 기준)이다. 네야 강 우안과 접하며 코스트로마(코스트로마 주의 주도)에서 북동쪽으로 240km 정도 떨어진 곳에 위치한다.
1906년 신설되었으며 1958년 시로 승격되었다.